# Janina Małecka
Janina Felicja Małecka (ur. 9 czerwca 1926 w Poznaniu, zm. 4 września 1991 w Kingston) – polska uczona, botaniczka, cytolożka i embriolożka roślin. Profesorka Uniwersytetu Jagiellońskiego, jedna z wybitniejszych specjalistek w dziedzinie badań nad krytycznym rodzajem mniszek Taraxacum.

## Życiorys
Urodziła się 9 czerwca 1926 roku w Poznaniu jako Janina Felicja Tarnawska, córka Marii (z domu Brzezina) oraz Aleksandra Tarnawskiego, geografa i historyka. Miała starszego brata Stanisława (1909–1924). W latach 1932–1938 uczyła się w Szkole Powszechnej Collegium Marianum w Poznaniu, następnie przez rok uczęszczała tam do Gimnazjum Ogólnokształcącego. 
Na początku 1939 roku wyjechała wraz z rodzicami do Lwowa, gdzie mieszkała ich dalsza rodzina. Po wybuchu II wojny światowej udali się dalej na wschód, ale wrócili do Lwowa, w którym przez kilka miesięcy uczęszczała do II klasy gimnazjum. W listopadzie 1939 roku wyjechali do Krakowa. W czasie okupacji niemieckiej w latach 1940–1942 uczęszczała do Szkoły Handlowej w Krakowie, następnie od września do grudnia 1942 roku do Szkoły Hotelarskiej. Zagrożona wywozem na roboty przymusowe do Niemiec, przerwała naukę i podjęła pracę, by móc pozostać w Krakowie. W latach 1943–1945 kontynuowała naukę w zakresie szkoły średniej na tajnych kompletach i 31 marca 1945 roku zdała małą maturę. Od marca do czerwca 1945 r. uczęszczała do Liceum Ogólnokształcącego dla pracujących przy Gimnazjum im. Adama Mickiewicza w Krakowie, w którym ukończyła pierwszą klasę. Po zakończeniu wojny we wrześniu 1945 r. cała rodzina przeprowadziła się do Poznania. Rozpoczęła wtedy naukę w drugiej klasie Liceum im. Generałowej Zamoyskiej w Poznaniu, zdając w styczniu 1946 r. egzamin maturalny. Jeszcze w szkole średniej zapisała się jako wolny słuchacz na Wydział Matematyczno-Przyrodniczy Uniwersytetu Poznańskiego. Po zdaniu matury została słuchaczem zwyczajnym, kończąc pierwszy rok studiów w 1946 r.
Po śmierci obojga rodziców w 1946 roku przeprowadziła się do Krakowa. Rozpoczęła studia na drugim roku na Wydziale Matematyczno-Przyrodniczym Uniwersytetu Jagiellońskiego. 30 listopada 1946 roku zawarła związek małżeński z Jerzym Małeckim, geologiem, późniejszym profesorem Akademii Górniczo-Hutniczej w Krakowie. Ślub odbył się w kościele św. Katarzyny w Krakowie. Małżeństwo miało troje dzieci: Adama (geofizyk), Annę Małecką-Beiersdorf (etnografka) i Krzysztofa (kierowca).
Studia ukończyła w 1952 roku z tytułem magistra filozofii w zakresie botaniki. Pracę magisterską pt. „Odrębność gatunkowa Anthyllis affinis Britt. w świetle badań cytologicznych” napisała pod kierunkiem prof. Marii Skalińskiej. Od listopada 1953 pracowała w Uniwersytecie Jagiellońskim, w Katedrze Anatomii i Cytologii Roślin (od 1970 Zakład Cytologii i Embriologii Roślin), którą w późniejszym okresie także kierowała. Początkowo była pracownikiem finansowanym przez Komitet Botaniczny II Wydziału PAN, od 1955 roku pracownikiem etatowym. Jesienią 1956 wykonała dla Instytutu Geologicznego w Warszawie opracowanie mikrofauny mioceńskiej z wierceń w rejonie Staszowa i Tarnobrzega. W latach 1960–1968 uczęszczała do II Studium Nauczycielskiego dla Pracujących w Krakowie. W 1962 roku otrzymała na Wydziale Biologii i Nauk o Ziemi Uniwersytetu Jagiellońskiego stopień naukowy doktora nauk przyrodniczych na podstawie rozprawy pt. „Badania cytologiczne i embriologiczne nad gatunkami Taraxacum występującymi w Polsce”, wykonanej pod opieką prof. Marii Skalińskiej. Od 1 października 1963 objęła stanowisko adiunkta. Habilitowała się na Wydziale Biologii i Nauk o Ziemi UJ w 1973 roku (zatwierdzenie w 1974) z nauk biologicznych w zakresie cytologii i embriologii roślin, na podstawie rozprawy habilitacyjnej „Problem rozmnażania w obrębie sekcji Palustria rodzaju Taraxacum”. Od 1 grudnia 1975 roku powołana na stanowisko docenta, a od 1 listopada 1985 pełniła funkcję zastępczyni dyrektora Instytutu Botaniki UJ. W 1987 roku Rada Państwa nadała jej tytuł naukowy profesora i otrzymała mianowanie na stanowisko profesora nadzwyczajnego w Uniwersytecie Jagiellońskim. Od 1 października 1989 kierowała Zakładem Cytologii i Embriologii Roślin Instytutu Botaniki UJ, funkcję tę pełniła do śmierci.
Zmarła 4 września 1991 roku w Kingston w Kanadzie. Została pochowana na Cmentarzu Batowickim w Krakowie.

## Działalność naukowa
Jej zainteresowania naukowe obejmowały cytologię, embriologię i genetykę oraz taksonomię roślin okrytonasiennych z aspektami ewolucjonizmu. Badała mechanizmy mikro i makrosporogenezy mniszka pienińskiego Taraxacum pieninicum, endemicznego gatunku Pienin. Po raz pierwszy ustaliła liczby chromosomów krajowych gatunków mniszków Taraxacum, przy czym dla mniszka pienińskiego T. pieninicum i mniszka czarniawego T. nigricans było to pierwsze ustalenie dla nauki. Wykryła, że stary filogenetycznie gatunek T. pieninicum jest diploidem i rozmnaża się seksualnie podobnie, jak diploidy innych kompleksów apomiktycznych. Następnie prowadziła badania sekcji Palustria (traktowana czasem jako gatunek zbiorowy mniszek błotny T. palustre). W materiale z Polski i Turyngii zidentyfikowała 13 gatunków, określając liczby chromosomów dla 11, a dla T. albanicum podając nową liczbę 2n = 32. Stwierdziła, że u Taraxacum występuje skomplikowane zróżnicowanie kariologiczne oraz apomiksja fakultatywna, a nie jak uważano obligatoryjna. W ewolucji tego rodzaju wykazała możliwość udziału hybrydyzacji i mutacji chromosomowych. Dzięki jej badaniom wyjaśnione zostały złożone procesy zachodzące podczas rozwoju zalążka, w szczególności histologicznego i cytologicznego różnicowania się endospermy u żmijowca zwyczajnego Echium vulgare, nawrotu polnego Lithospermum arvense i ośmiału mniejszego Cerinthe minor. Brała udział w wieloletnich badaniach zespołowych nad kariologią flory Polski. Opracowała kariologię 28 taksonów z rodzaju Taraxacum oraz około 60 innych polskich gatunków okrytonasiennych. Współpraca z Ryszardem Popkiem z Wyższej Szkoły Pedagogicznej w Krakowie przyniosła publikację analiz kariologicznych 38 gatunków z rodzaju róża Rosa. Badania tego rodzaju rozszerzone zostały o materiały zagraniczne, głównie z Węgier.
Zainicjowała wprowadzenie do planów badań Zakładu Cytologii i Embriologii Roślin Instytutu Botaniki UJ embriologii eksperymentalnej z zastosowaniem metod hodowli in vitro. Była pomysłodawczynią utworzenia w Zakładzie pracowni kultur in vitro, która powstała dzięki staraniom jej i profesora Lesława Przywary.
Jej autorstwo nazw taksonów oznaczane jest jako Mał. lub Małecka. W oparciu o kryteria morfologiczne i kariologiczne wyróżniła i opisała 3 nowe gatunki: 
- Taraxacum skalinskanum Małecka & Soest Acta Biol. Cracov., Ser. Bot. 15(2): 120 (1972) (2n = 40), występujący w Polsce, Czechach, na Słowacji i w Austrii[6] [nierzadko niepoprawnie cytowany jako „skalinskianum”[7]];
- Taraxacum polonicum Małecka & Soest Acta Biol. Cracov., Ser. Bot. 15(2): 119 (1972) (2n = 24), występujący w Polsce, Ukrainie i na Słowacji[6];
- Taraxacum apiculatoides Małecka Acta Biol. Cracov., Ser. Bot. 23: 111 (1982), występujący w Europie południowej[8];

a także nową formę: T. austriacum f. minor Małecka Acta Biol. Cracov., Ser. Bot. 15(2): 118 (1972) (2n = 25).

## Członkostwo
Od 1965 roku należała do Związku Nauczycielstwa Polskiego, w latach 1976–1980 pełniła funkcję sekretarza Rady Oddziałowej na Wydziale Biologii i Nauk o Ziemi UJ. Członkini:
- Polskiego Towarzystwa Botanicznego (od 1956),
- Polskiego Towarzystwa Genetycznego (od 1965), pełniła funkcję sekretarza Oddziału Krakowskiego,
- Komisji Biologicznej Oddziału Polskiej Akademii Nauk w Krakowie (od 3 czerwca 1974),
- Komitetu Redakcyjnego i sekretarz „Acta Biologica Cracoviensia”, seria „Botanica” (od 1958 do śmierci),
- International Organisation of Plant Biosystematists.

## Nagrody i odznaczenia
Otrzymała nagrody i odznaczenia:
- Nagroda II stopnia ministra za pracę habilitacyjną (1974),
- Złoty Krzyż Zasługi (11 października 1975),
- Nagroda naukowa (1979) oraz nagrody zespołowe za prace nad kariologią flory polskiej (1978, 1979),
- Krzyż Kawalerski Orderu Odrodzenia Polski (1986),
- Medal Komisji Edukacji Narodowej (1990).

## Wybrane publikacje
Opublikowała co najmniej 51 prac naukowych, w tym:
- Janina Małecka, Studies in the mode of reproduction of the diploid endemic species Taraxacum pieninicum Pawł., „Acta Biologica Cracoviensia, ser. Botanica”, 4, 1961, s. 25–42.
- Janina Małecka, Cytological studies in the genus Taraxacum, „Acta Biol. Crac., ser. Botanica”, 5, 1962, s. 117–136.
- Janina Małecka, Cyto-taxonomic studies in the genus Taraxacum section Palustria Dahlstedt, „Acta Biol. Cracov. ser. Botanica”, 13 (2), 1970, s. 155–168.
- Janina Małecka, Further cytotaxonomic studies in the genus Taraxacum section Palustria Dahlstedt, „Acta Biol. Cracov. ser. Botanica”, 15 (2), 1972, s. 113–126.
- Janina Małecka, Problems of the mode of reproduction in microspecies of Taraxacum section Palustria Dahlstedt, „Acta Biol. Cracov. ser. Botanica”, 16 (1), 1973, s. 37–84.
- Janina Małecka, The course of differentiation of the endosperm of Echium vulgare L., „Acta Biol. Crac. ser. Botanica”, 18 (1), 1975, s. 13–26.
- Janina Małecka, The course of differentiation of the endosperm of Lithospermum arvense, „Acta Biol. Crac. Ser. Botanica”, 20 (1–2), 1977, s. 33–40.
- Janina Małecka, Cytological processes during the differentiation of the elements of embryo sac in Cerinthe minor L., „Acta Biol. Crac. ser. Botanica”, 23, 1981, s. 55–67.
- Janina Małecka, Cyto-embryological studies in a diploid species Taraxacum canophyllum v. S. (Section Erythrosperma Dt), „Acta Biologica Cracoviensia, ser. Botanica”, 27, 1985, s. 83–88.
- Janina Małecka, A. Joachimiak, Chromosome types in Taraxacum. I. Variability of karyotypes among some morphotypes of Taraxacum section Vulgaria Dt., „Acta Biol. Cracov., ser. Botanica”, 30, 1989, s. 77–98.
- Janina Małecka, G. Facsar, R. Popek, A parlagi rózsa (Rosa gallica L.) és a nagylevelű rózsa (Rosa livescens Bess.) alakköreinek citotaxonómiai viszonyai Magyarországon és a környező országokban. [summ.: Cytotaxonomy of formal groups of Rosa gallica L. and Rosa livescens Bess. in Hungary and the neighbouring countries]. A Kertészeti és Élelmiszeripari Egyetem Közleményei, „Publicationes Universitatis Horticulturae Industriaeque Alimentariae (Budapest)”, 52, 1989, s. 117–135.
- Janina Małecka, G. Facsar, Ryszard Popek, Cyto-taxonomical studies in the genus Rosa L. The representatives form Hungary, „Acta Biol. Cracov., ser. Botanica”, 32, 1991, s. 189–196.
- Janina Małecka, G. Facsar, Ryszard Popek, Cyto-taxonomische Untersuchungen an der Gattung Rosa (Rosaceae) – die Arten aus Ungarn und anderen Gebieten, „Fragmenta Florisitica et Geobotanica”, 36 (1), 1991, s. 81–87.
- Janina Małecka, Variability in female gametophytogenesis in Solidago graminifolia (Compositae) from Poland, „Polish Bot. Stud.”, 2, 1991, s. 127–135.
- Janina Małecka, G. Facsar, Ryszard Popek, Taxonomischkaryologische Untersuchungen an wilden Rosen aus Ungarn und anderen europäischen Länder, „Fragmenta Floristica et Geobotanica”, 36 (2), 1991, s. 293–300.